# كيفن ماكورماك
كيفن ماكورماك (بالإنجليزية: Kevin McCormack)‏ هو مقدم برامج إذاعية أمريكي، ولد في 1 أكتوبر 1960.